# Наджече (Люблінське воєводство)
Наджече (пол. Nadrzecze) — село в Польщі, у гміні Білгорай Білґорайського повіту Люблінського воєводства. Населення — 200 осіб (2011).

## Історія
За даними етнографічної експедиції 1869—1870 років під керівництвом Павла Чубинського, у селі переважно проживали римо-католики, меншою мірою — греко-католики, які розмовляли українською мовою.
У 1975—1998 роках село належало до Замойського воєводства.

## Демографія
Демографічна структура станом на 31 березня 2011 року:
|          | Загалом | Допрацездатний вік | Працездатний вік | Постпрацездатний вік |
| -------- | ------- | ------------------ | ---------------- | -------------------- |
| Чоловіки | 108     | 28                 | 74               | 6                    |
| Жінки    | 92      | 18                 | 58               | 16                   |
| Разом    | 200     | 46                 | 132              | 22                   |